# Општина Гилад
Општина Гилад (рум. Ghilad) је сеоска општина у округу Тимиш у западној Републици Румунији. Општина је значајна по присутној српској националној мањини у Румунији, која је данас малобројна, али ипак присутна (3% становништва).

## Природни услови
Општина Гилад се налази у источном, румунском Банату, на 40 km удаљености од Темишвара, окружног средишта. Општина се налази на месту у равничарском делу Баната.

## Становништво и насеља
Општина Гилад имала је према последњем попису 2002. године 1.984 становника.
Општина се састоји из 2 насеља:
- Гад
- Гилад - седиште општине

## Срби у општини
Срби у општини чине 3% становништва општине и живе у мањем насељу, селу Гаду. Остатак су првенствено Румуни (70%), затим Мађари (10%) и Роми (10%.